# Petrovka (Kémerovo)
Petrovka (en rus: Петровка) és un poble de l'óblast de Kémerovo, a Rússia, que en el cens del 2010 tenia 139 habitants, pertany al districte de Mariïnsk.